# Pietro Nenni
Pietro Nenni (Faenza, 1891. február 9. – Róma, 1980. január 1.) olasz újságíró, szocialista politikus. 1970-től örökös szenátor. Az olasz baloldal jelentős politikusa volt az 1920-as–1960-as években.

## Életpályája
1908-tól egy kerámiagyárban dolgozott. Először 1911-ben került börtönbe, a líbiai háború ellen tiltakozó sztrájk szervezéséért. 1921-től volt tagja az Olasz Szocialista Pártnak, 1923-tól pedig a párt vezetőségének. Ebben az időszakban az Avanti! című pártlap párizsi tudósítója, majd 1926-ig főszerkesztője volt. Politikai tevékenységéért több alkalommal letartóztatták. 1926-ban emigrált Franciaországba, ahol 1933 és 1939 között az ott működő Olasz Szocialista Párt főtitkára volt. 1931-ben a Szocialista Internacionálé Végrehajtó Bizottságának tagjaként működött. Szorgalmazta az akcióegység-egyezmények megkötését a kommunista és a szocialista pártok között. 1936 és 1938 között a Vörös Brigádok tagjaként részt vett a spanyol polgárháborúban, ahol a Garibaldi-brigád politikai biztosa volt. 
A második világháború alatt, 1942-ben a németek Franciaországban letartóztatták Nennit és átadták Mussolininek, aki internáltatta őt. Kiszabadulása után, 1943-ban Sandro Pertinivel újjászervezte a szocialista pártot, PSIUP (Egyesült Munkásság Olasz Szocialista Pártja) néven. 
1944-től 1963-ig az Olasz Szocialista Párt főtitkára, valamint parlamenti képviselő volt. 1945-1947-ben miniszterelnök-helyettes, 1946-1947-ben tárca nélküli miniszter, egyben külügyminiszter. 1950 és 1955 között a Béke Világtanács (BVT) alelnöki tisztét töltötte be.
1957-ben felmondta az akciószövetséget az olasz kommunista párttal. Az ezt követő kereszténydemokrata-szocialista koalíció idején, 1963 és 1968 között miniszterelnök-helyettes, majd 1968-1969 folyamán külügyminiszter volt. 1966 és 1969 között az Egyesült Szocialista Párt elnöke, majd 1973-tól ismét az Olasz Szocialista Párt elnöke volt. 1969-től a Szocialista Internacionálé alelnökeként tevékenykedett. 1970-ben örökös szenátori címet kapott. 1979-től haláláig ő volt a szenátus elnöke.

## Díjai, elismerései
- Sztálin-díj (1951)

## Magyarul megjelent művei
- Beszámoló a Varsói Békekongresszuson (1950)
- Új barátságok felé (1952)